# Александер Лінн
Александер Лукас Лінн Расмуссен (дан. Alexander Lucas Lind Rasmussen, нар. 26 червня 2002, Гернінг, Данія) — данський футболіст, нападник італійського клубу «Піза».

## Ігрова кар'єра

### Клубна
Займатися футболом Александер Лінн почав у своєму рідному місті Гернінг. У 2016 році він приєднався до молодіжної команди клубу «Сількеборг». Після результативного першого сезону в молодіжній команді Лінн підписав з клубом довготривалий молодіжний контракт.
Восени 2019 року футболіст був залучений до тренувань першої клубної команди і продовжив контракт до кінця 2022 року. Офіційний дебют гравця на професійному рівні відбувся 15 грудня 2019 року у матчі чемпіонату країни проти «Люнгбю». У віці 17 років і 171 день Лінн став четвертим наймолодшим дебютантом в історії клубу.
В серпні 2024 року Лінн перейшов до клубу італійської Серії В «Піза», з яким підписав контракт до червня 2028 року.

### Збірна
З 2018 року Александер Лінн виступав за юнацькі та молодіжну збірну Данії.

## Титули
Сількеборг
 Переможець Кубка Данії: 2023/24
Індивідуальні
- Гравець місяця чемпіонату Данії: вересень 2023[5]
- Команда місяця чемпіонату Данії (2): серпень 2023[6], вересень 2023[7]